# 葉樹涵
葉樹涵（1957年6月9日—），台灣小號演奏家，曾擔任國立臺灣師範大學音樂系教授。

## 生平
葉樹涵16歲始學習小號，1980年畢業於國立臺灣師範大學音樂學系，1982年獲得法國政府獎學金，赴巴黎音樂學院深造，跟隨巴黎交響樂團首席小號馬塞爾拉格斯教授研習，並於1984年獲得第一獎畢業。返台後活躍於古典音樂界，1986年獲頒金鼎獎最佳演奏獎，並組成葉樹涵銅管五重奏。曾任國家交響樂團小號首席、新北市私立光仁高級中學管弦樂團指揮、現任中國青年救國團幼獅管樂團指揮，並任教於國立臺灣師範大學、國立台北藝術大學等校。
曾經在1990至2001年間應邀擔任米老鼠的台灣專任配音。
台灣電視主播葉樹姍為其胞妹。

## 配音
- 《米老鼠與好朋友》：米奇
- 《米老鼠新傳》：米奇（ep.1-13）